# Équipe d'Algérie masculine de handball au Championnat d'Afrique 1976
 (septembre 2018).
Si vous disposez d'ouvrages ou d'articles de référence ou si vous connaissez des sites web de qualité traitant du thème abordé ici, merci de compléter l'article en donnant les références utiles à sa vérifiabilité et en les liant à la section « Notes et références ».
Cet article relate le parcours de l'Équipe d'Algérie masculine de handball au Championnat d'Afrique 1976 qui se tient à la Salle Harcha Hassan à Alger en Algérie du 10 au 18 avril 1976.
Il s'agit de la première participation de l'Algérie au Championnat d'Afrique
L'Algérie initialement troisième, termine deuxième après le déclassement de l'Égypte.

## Contexte
Cette 2e édition du Championnat d'Afrique est disputée par sept équipes réparties en deux groupes.

## Effectif
L'effectif de l'Algérie, finalement vice-championne d'Afrique, était :
- Fayçal Hachemi (Gardien de but)
- Ahmed Farfar (GB)
- Moussa Tsabet
- Farouk Bouzerar
- Djaafar Benhamza
- Rabah Sayad
- Nadir Larbaoui
- Lounès Amara
- Ali Akacha
- Ahcene Djeffal
- Baghdadi Louardi
- Khiati Belkacem
- Azzeddine Bouzerar
- Mouloud Mokhnache
- Houcine Grief
- Saad Benabdellah
- Ahcene Moumène
- Mokhtar Hachaïchia

Entraîneur
- Mircea Costache II

## Résultats

### Phase de groupe
L'Algérie évolue dans le groupe A. Deuxième de son groupe, elle est qualifiée pour disputer le match pour la 3e place.
|   | Équipe        | Pts | J | G | N | P | Bp | Bc | Diff |
| - | ------------- | --- | - | - | - | - | -- | -- | ---- |
| 1 | Tunisie       | 6   | 3 | 3 | 0 | 0 | 47 | 34 | 13   |
| 2 | Algérie       | 4   | 3 | 2 | 0 | 1 | 72 | 56 | 16   |
| 3 | Togo          | 2   | 3 | 1 | 0 | 2 | 51 | 57 | -6   |
| 4 | Côte d'Ivoire | 0   | 3 | 0 | 0 | 3 | 42 | 65 | -23  |

| Date et heure       | Équipe 1 | Score   | Équipe 2      |
| ------------------- | -------- | ------- | ------------- |
| 10 avril 1976 19h30 | Algérie  | 12 - 14 | Tunisie       |
| 12 avril 1976 20h30 | Algérie  | 29 -18  | Côte d'Ivoire |
| 14 avril 1976 20h30 | Algérie  | 31 -24  | Togo          |

### Match pour la3eplace
| Date et heure       | Équipe 1 | Score | Équipe 2 |
| ------------------- | -------- | ----- | -------- |
| 18 avril 1976 17h00 | Algérie  | 24–17 | Cameroun |